# Christopher Ross
Christopher Ross, né le 4 octobre 1943 à Quito, en Équateur, est un diplomate américain.

## Biographie
Christopher Ross obtient un baccalauréat universitaire (B.A. degree) en études orientales de l'université de Princeton, puis une maîtrise (master's degree) en relations internationales de l'université Johns-Hopkins,.
Il est nommé ambassadeur des États-Unis en Algérie en 1988, puis en Syrie en 1991,. En 1998, il dirige le Bureau of Counterterrorism du département d'État,. Il prend sa retraite en 1999, puis travaille en tant que conseiller diplomatique des États-Unis dans le monde arabo-musulman. En janvier 2009, il est nommé envoyé personnel du secrétaire général des Nations unies pour le Sahara occidental. Les autorités marocaines ont tenté d'entraver son travail. Le 6 mars 2017, il annonce sa démission après avoir tenté pendant 8 ans de régler le conflit au profit du Front Polisario.